# Фестунгсбан (Зальцбург)
47°47′45″ пн. ш. 13°02′46″ сх. д. / 47.7957° пн. ш. 13.0462° сх. д.
Фестунгсбан (нім. Festungsbahn) — фунікулер, що забезпечує доступ до фортеці Гоензальцбург у муніципалітеті Зальцбург, Австрія. 
Сполучає фортецю з вулицею Фестунгсгассе, розташованою нижче північного муру фортеці. 
Фестунгсбан був відкритий в 1892 році, і його не слід плутати з набагато давнішою лінією Райсцуг, що забезпечує вантажний доступ до замку. 

Лінію обслуговує Salzburg AG, яка також керує міськими автобусами та Salzburger Lokalbahn. 

## Історія
Фестунгсбан був відкритий в 1892 році як фунікулер з водяним баластом, під орудою Salzburger Eisenbahn- und Tramwaygesellschaft ; рух за допомогою цього механізму було припинено 18 жовтня 1959 року (на честь тих часів на нижньому майданчику транспорту зберігся фонтан та експозиція механізмів).  
Взимку 1959—1960 рр. фунікулер був електрифікований і 16 квітня 1960 року він відкрився на електричній тязі. 
Нижня та верхня станції були перебудовані у 1975 та 1976 роках відповідно
Наступні модернізації були проведені у 1972—1974  роках. та взимку 1991—1992  рр.
У 1991 році лінія була знову модернізована з наданням нових вагонів зі збільшеною пасажиромісткістю та вищою швидкістю лінії. 

У січні — квітні 2011 року фунікулер знову модернізували, вартістю 4 мільйони євро. 
Було надано два нових вагони та замінено електрообладнання. 
З панорамних вікон відкривається кращий краєвид на місто. 

Сучасний фунікулер доставляє пасажирів у фортецю Гоензальцбург, а не на стіну; квиток на нього вартістю € 9,80 для дорослих, є одночасно квитком до музею-фортеці.

## Опис
Лінія працює щодня з 09:00. 

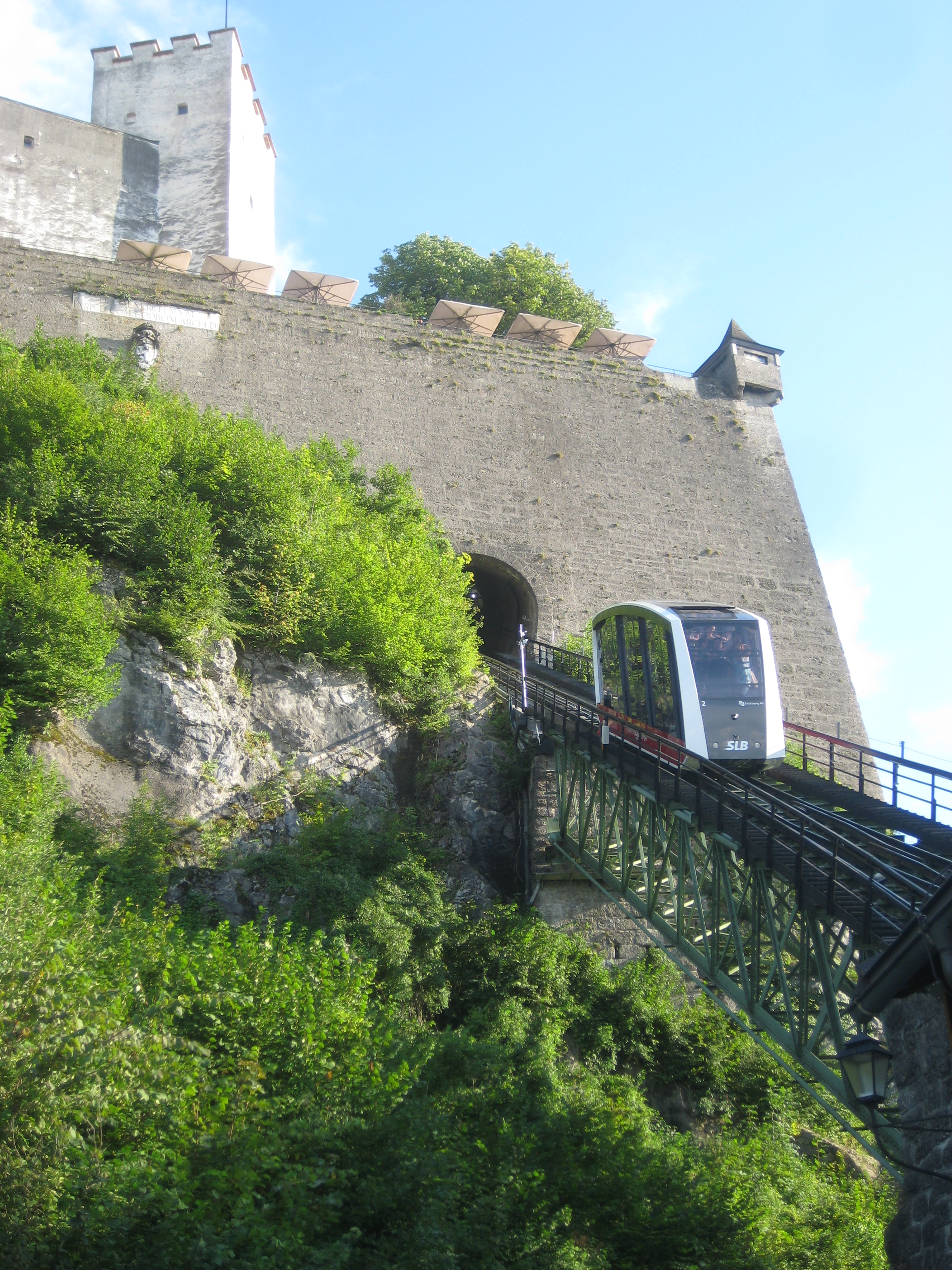
Вагон наближається до верхньої станції

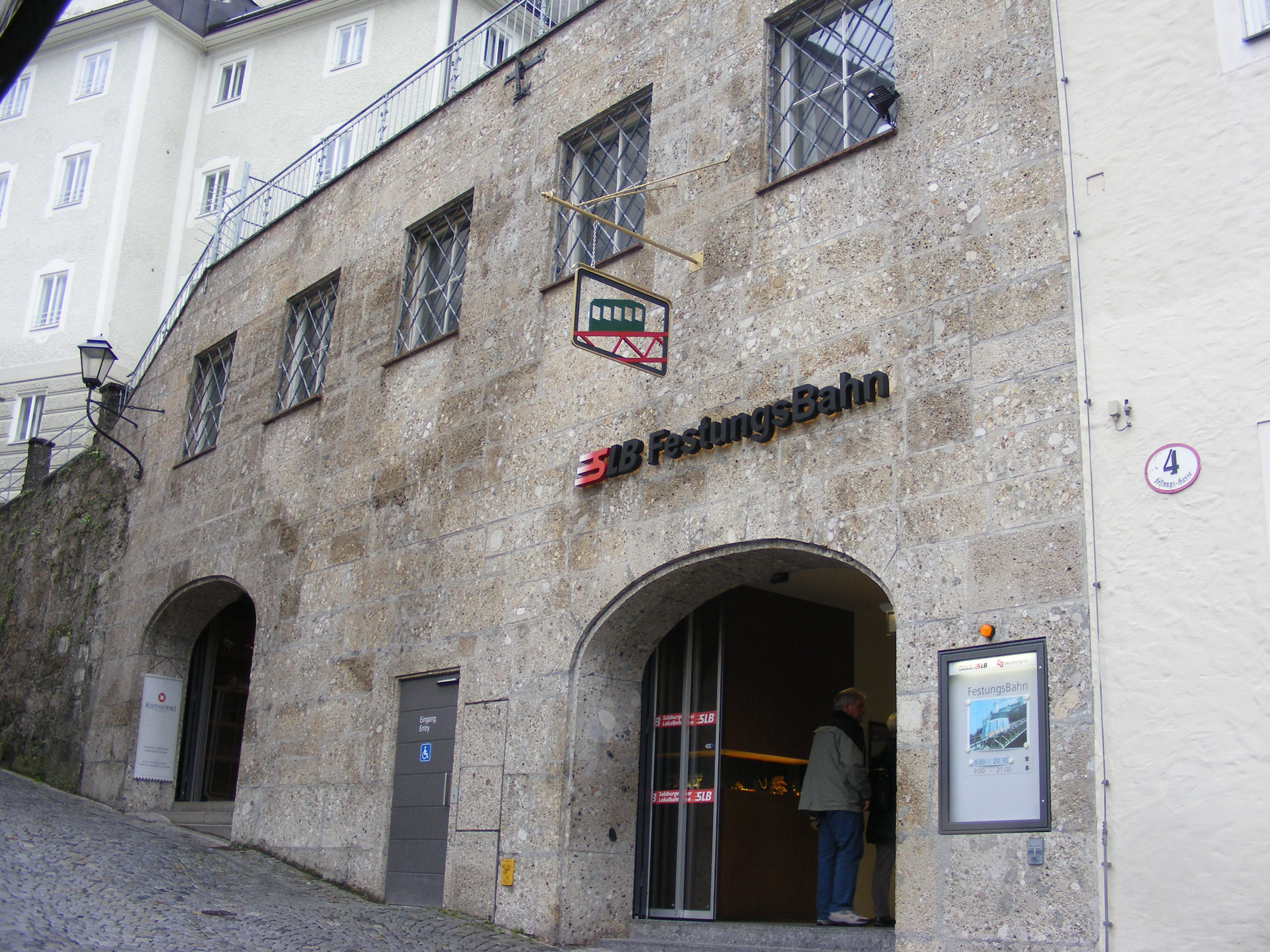
Вхід на нижню станцію

Час відправлення останнього вагона змінюється з 17:00 до 22:00 в залежності від пори року.
Лінія має такі технічні параметри:
| Конфігурація          | Одноколійна з роз'їздом посередині |
| Довжина               | 191 м |
| Висота                | 99 м |
| Максимальна крутизна  | 62% |
| Станції: 2            | Дом (47°47′47″ пн. ш. 13°02′46″ сх. д. / 47.796440° пн. ш. 13.046041° сх. д., нижня) Фестунг (47°47′45″ пн. ш. 13°02′46″ сх. д. / 47.795761° пн. ш. 13.046179° сх. д., верхня) |
| Вагонів               | 2 |
| Ємність               | 55 пасажирів на вагон |
| Ширина колії          | 1040 мм |
| Максимальна швидкість | 5.5 м/сек |
| Час у дорозі          | 1 хвилина |
| Тяга                  | Електрика |